# Wełna Rogoźno

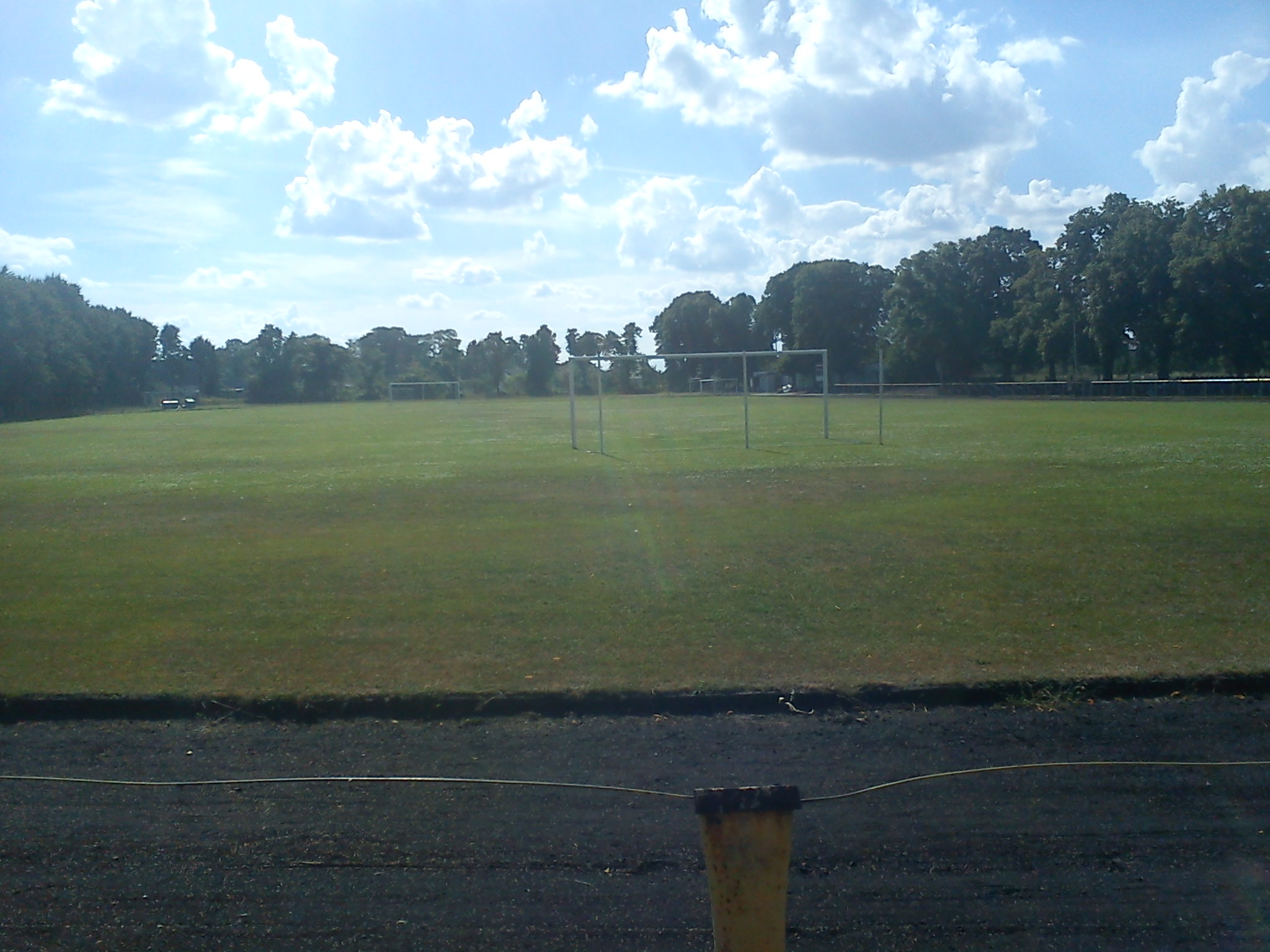
Das Stadion des Sportklubs „Wełna Rogoźno“ des Rogoziński Sportvereins

RKS Wełna Rogoźno ist ein polnischer Fußballverein aus Rogoźno in der Woiwodschaft Großpolen, der 1921 gegründet wurde.
Das Training und die Spiele finden im Stadion an der Wielka Poznańska auf zwei Rasenplätzen statt. Größte Erfolge des Vereins waren der Aufstiege in die drittklassige 2. Liga zur Saison 1979/80 und zur Saison 1982/83, aus der man jeweils direkt wieder abstieg. Derzeit spielen die Senioren in der Bezirksklasse Poznań. Der Präsident des Vereins ist Mirosław Pokorzyński, während der Trainer Ryszard Włodarczak ist.

## Einzelnachweis
- Die offizielle Website des Vereins ist welna.rogozno.pl. Diese Website wurde von dieser Adresse archiviert (Stand: 9. April 2015).